# Joseph Salas
Joseph I. „Joe” Salas (ur. 28 grudnia 1905 w Los Angeles, zm. 11 czerwca 1987 w Carlsbad) – amerykański bokser wagi piórkowej, srebrny medalista letnich igrzysk olimpijskich w Paryżu w  1924.